# Pałecznica trawowa
Pałecznica trawowa (Typhula incarnata Lasch) – gatunek grzybów z rodziny pałecznicowatych (Typhulaceae).

## Systematyka i nazewnictwo
Pozycja w klasyfikacji według Index Fungorum: Typhula, Typhulaceae, Agaricales, Agaricomycetidae, Agaricomycetes, Agaricomycotina, Basidiomycota, Fungi.
Po raz pierwszy takson ten zdiagnozował w 1836 roku Wilhelm Gottlob Lasch. Synonimy:
- Clavaria elegantula P. Karst 1882
- Sclerotium fulvum Fr. 1822
- Typhula itoana S. Ima 1930

Nazwę polską zaproponował Władysław Wojewoda w 2003 r. W jego zestawieniu  Typhula incarnata jest synonimem Typhula filata (Pers.) Herter. Nomenklatura tego gatunku wymaga jednak ustaleń taksonomicznych, W. Wojewoda podaje bowiem, że synonimem Typhula filata jest także Typhula elegantula P. Karst. Według Indeks Fungorum ten ostatni takson to odrębny gatunek, a jego prawidłowa nazwa to Pistillaria elegantula (P. Karst.) Corner. Ponadto na Index Fungorum brak taksonu Typhula filata.

## Występowanie i siedlisko
Typhula incarnata jest dość pospolita w Anglii i w innych krajach Europy Zachodniej. W. Wojewoda przytacza 10 stanowisk tego gatunku w Polsce do 2003 r. Występuje na martwych i żywych łodygach i liściach traw, zwłaszcza kłosówki, bliźniczki psiej trawki, wiechliny rocznej, żyta zwyczajnego. Spotykana jest na trawnikach, leśnych polanach, obrzeżach lasu, drogach leśnych, wydmach.

## Znaczenie
Typhula incarnata wywołuje chorobę zwaną pałecznicą traw, a wraz z Typhula ishikariensis chorobę pałecznica zbóż i traw. Fitopatogeny te niszczą trawy darniowe w chłodnych porach roku, rosnące na obszarach o dłuższych okresach zalegania śniegu, stąd też czasami nazywane są szarą pleśnią śniegową. Wiosną można zaobserwować oznaki patogenu w postaci kolistych szarobrązowych plam grzybni o średnicy około 15 cm. T. incarnata można odróżnić od T. ishkikariensis po sklerocjach. T. incarnata ma czerwonobrązowe sklerocja o średnicy 1,5–3 mm, a T. iskikariensis czarne o średnicy 0,5–1,5 mm.